# Stretto Boyd

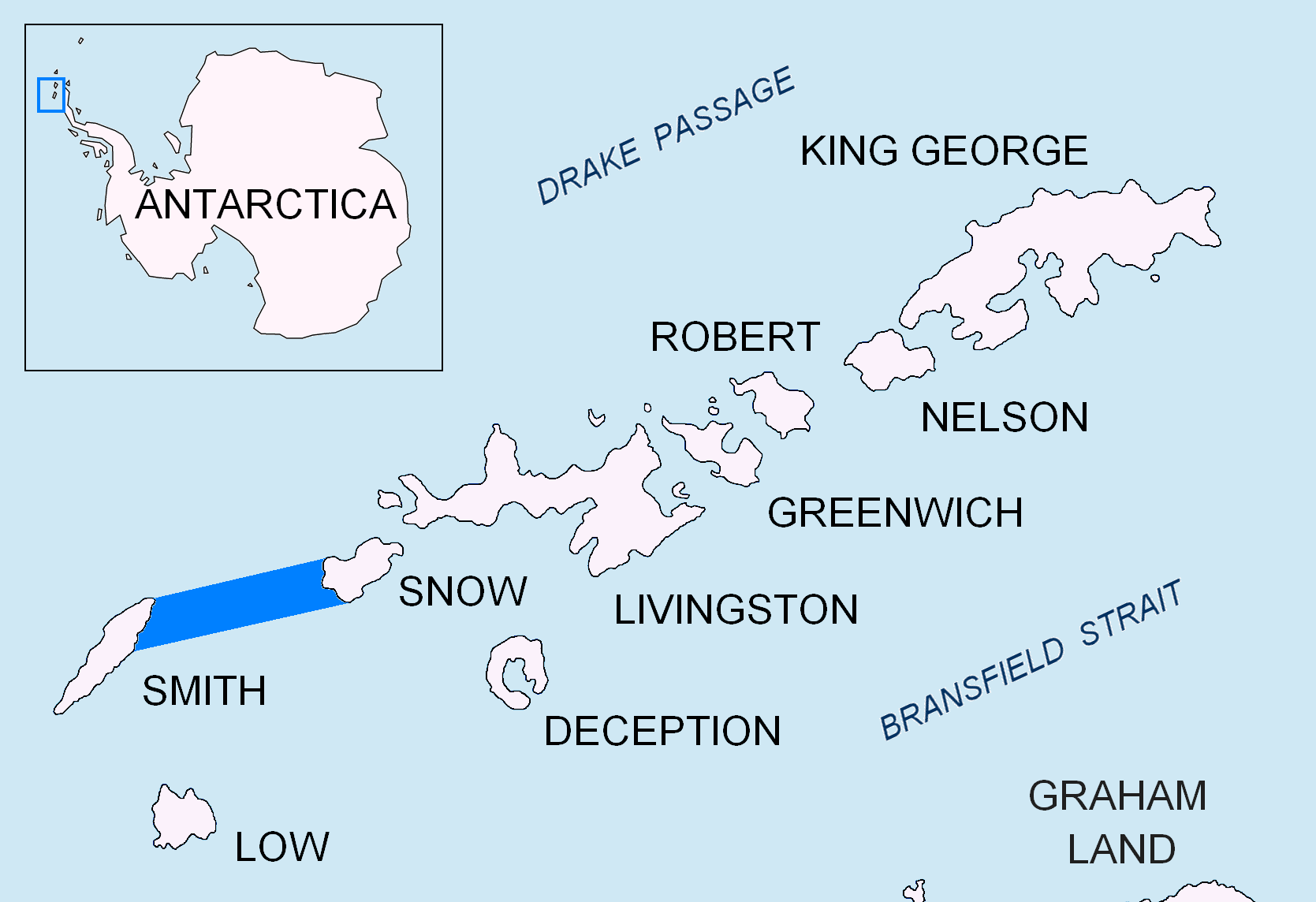
In blu, la posizione dello Stretto Boyd nelle Isole Shetland Meridionali, in Antartide.

Lo Stretto Boyd o Stretto di Boyd è un ampio stretto antartico, largo 40 km, situato tra l'Isola Smith e l'Isola Snow, nelle Isole Shetland Meridionali, in Antartide.
Lo stretto mette in comunicazione il Canale di Drake con lo Stretto di Bransfield.

## Localizzazione
Lo Stretto Boyd è localizzato alle coordinate 62°51′S 61°54′W.
Mappatura britannica nel 1822 e nel 2008.

## Denominazione
Lo stretto fu mappato il 26 ottobre 1823 da una spedizione antartica britannica sotto il comando di James Weddell, che ne assegnò la denominazione in onore del capitano David Boyd (morto nel 1858) sotto il cui comando Weddell aveva servito come Master della nave Firefly. nel 1810-11.

## Mappe
- Chart of South Shetland including Coronation Island, &c. from the exploration of the sloop Dove in the years 1821 and 1822 by George Powell Commander of the same. Scale ca. 1:200000. London: Laurie, 1822.
- South Shetland Islands : Map 3.  Scale 1:200000. Cambridge: British Antarctic Survey, 2008.